# Giuseppe Moscati
Giuseppe Mario Carlo Alfonso Moscati (Benevento, 25 juli 1880 – Napels, 12 april 1927) was een Italiaanse arts en is een rooms-katholieke heilige.

## Leven
Giuseppe Moscati werd geboren als zevende van negen kinderen uit een vooraanstaande familie. Hij was eerste geneesheer in een ziekenhuis. Hij stond bekend om zijn groot geloof, zijn grote betrokkenheid bij de zieken en zijn onvermoeibaarheid. Moscati stierf terwijl hij als dokter hulp verleende aan het ziekbed van een vrouw.

## Verering
Na zijn dood vonden velen op zijn voorspraak genezing. Hij is de eerste moderne dokter die heilig verklaard werd. Na zijn zaligverklaring op 16 november 1975 door paus Paulus VI volgde zijn heiligverklaring op 25 oktober 1987 door paus Johannes Paulus II. Dit gebeurde heel toepasselijk tijdens de Synode over de roeping en zending van de leken in de Kerk en in de wereld 20 jaar na het Tweede Vaticaans Concilie. Zijn gedenkdag is op 16 november.